# Heinrich Emil Timerding
Heinrich Carl Franz Emil Timerding (n. 23 ianuarie 1873, Strasbourg, Imperiul German – d. 30 aprilie 1945, Braunschweig, Germania Nazistă) a fost un matematician german, profesor la Universitatea Tehnică Braunschweig, cunoscut în special pentru contrbuțiile sale la teoria probabilităților.

## Publicații principale
- Geometrie der Kräfte – Teubner, Leipzig 1908
- Die Erziehung der Anschauung – Teubner, Leipzig, 1912
- Handbuch der angewandten Mathematik Vol. 1. Praktische Analysis.  Vol. 2. Darstellende Geometrie. – Teubner 1914
- Analyse des Zufalls,1915,
- Der goldene Schnitt - 1919
- Robert Mayer und die Entdeckung des Energiegesetzes 1925.